# Mały Ubieszyn
Mały Ubieszyn – osada wsi Ubieszyn w Polsce położona w województwie podkarpackim, w powiecie przeworskim, w gminie Tryńcza, w sołectwie Ubieszyn.
W latach 1975–1998 osada położona była w województwie przemyskim.
Mały Ubieszyn obejmuje 26 domów, znajduje się w południowej części Ubieszyna, przy drodze w kierunku Gorzyc, w bliskiej odległości od Sanu.

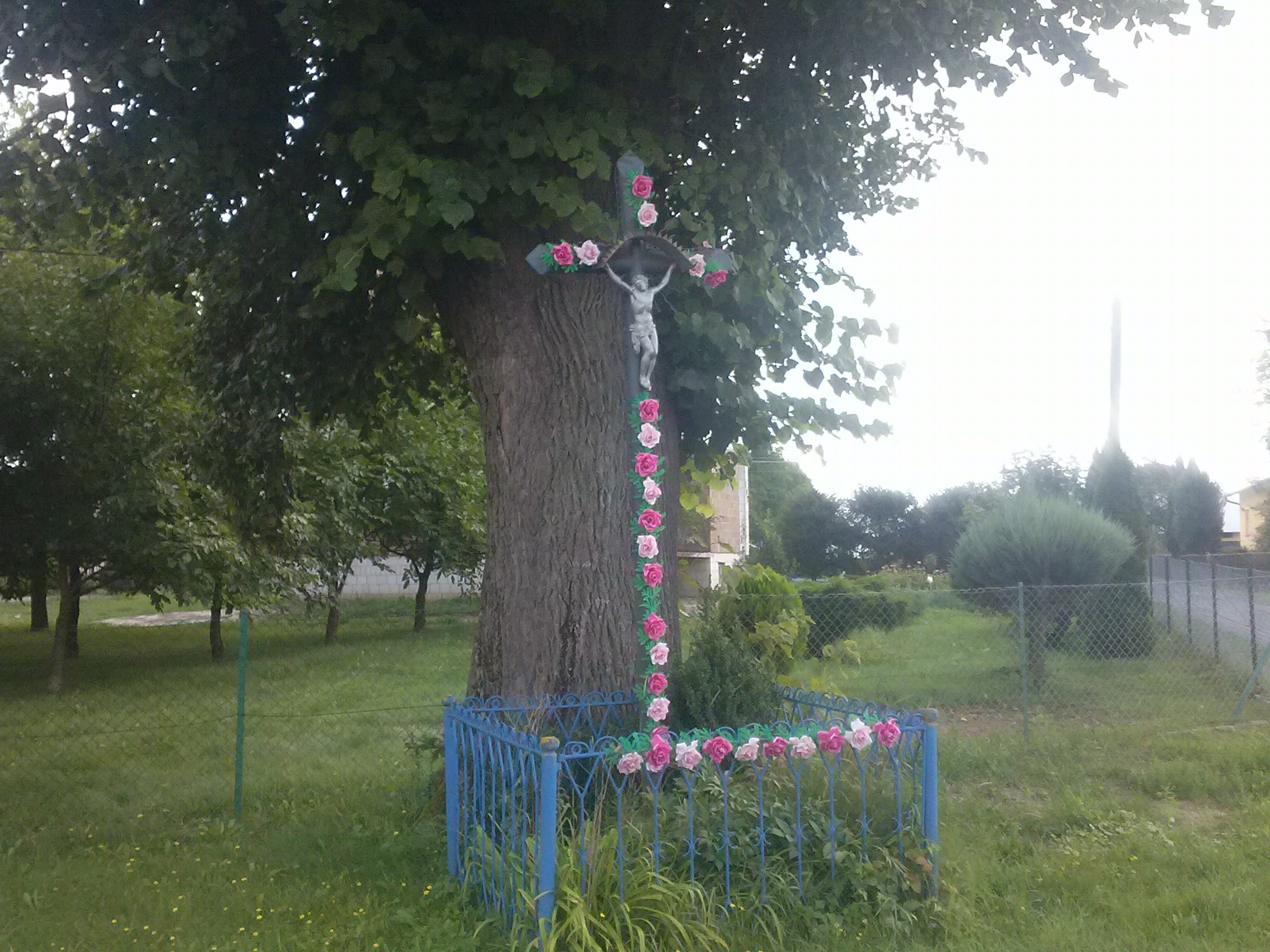
Krzyż przydrożny w Małym Ubieszynie
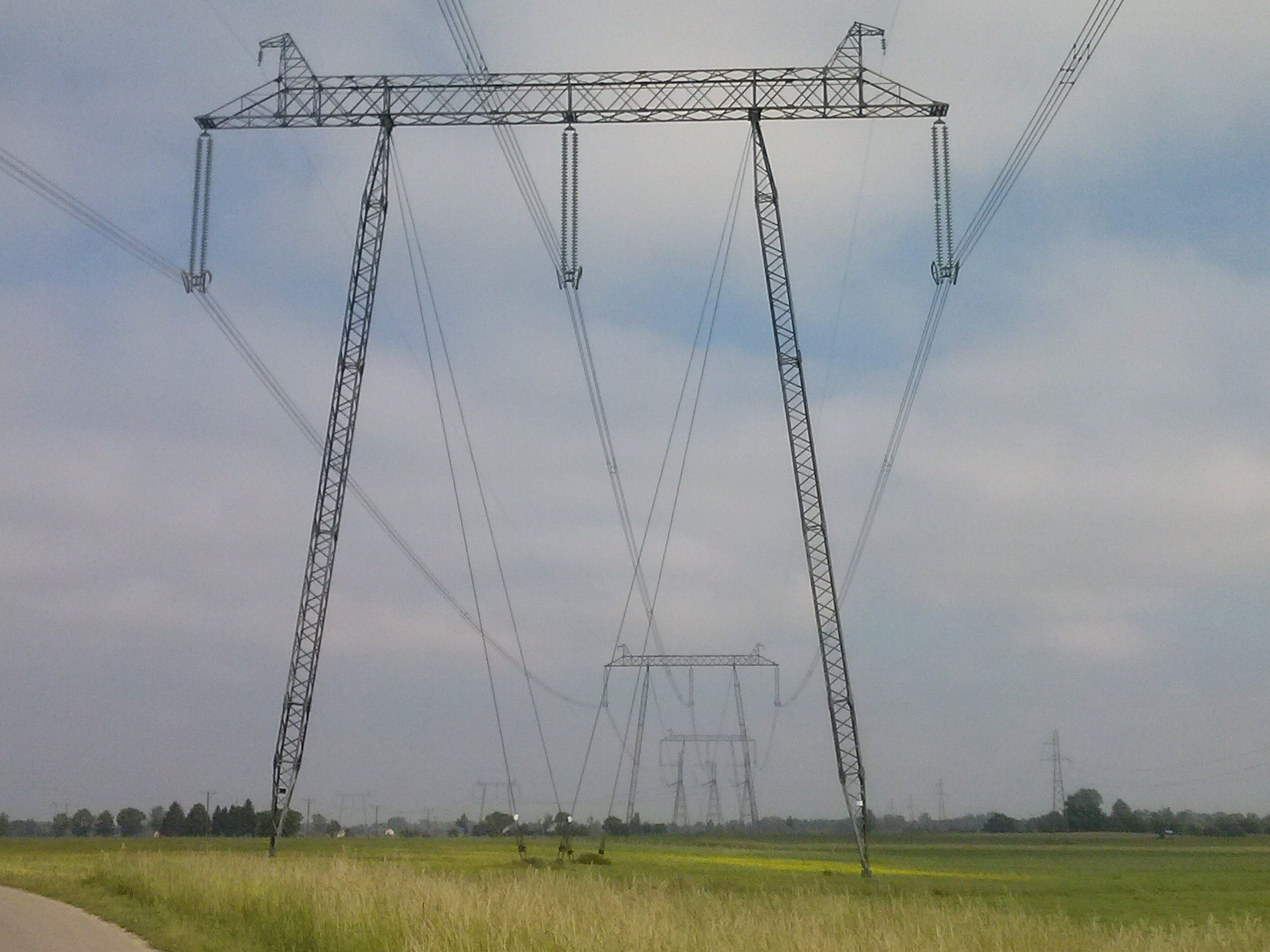
Linia energetyczna 750 kV pod Małym Ubieszynem